# Мали Долфин
Мали Долфин је мало ненасељено острво у хрватском делу Јадранског мора.
Налази се у акваторији града Новаље на острву Пагу западно од најсевернијег дела острва Паг, преко пута насеља Товарнеле. Од суседног острва Долфин је удаљен 0,2 км западно. Површина острва износи 0,014 км². Дужина обалске линије је 0,47 км..